# Liste des évêques d'Ihosy
Liste des évêques d'Ihosy
(Dioecesis Ihosiensis)
L'évêché d'Ihosy est créé le 13 avril 1967, par détachement de ceux de Fort-Dauphin et de Farafangana.

## Sont évêques
- 13 avril 1967-† 2 novembre 1970 : Luigi Dusio
- 2 novembre 1970-25 mars 1972 : siège vacant
- 25 mars 1972-† 21 septembre 1996 : Jean-Guy Rakodondravahatra
- 21 septembre 1996-2 janvier 1999 : siège vacant
- 2 janvier 1999-13 novembre 2009 : Philippe Ranaivomanana
- 13 novembre 2009-16 juillet 2011 : siège vacant
- depuis le 16 juillet 2011 : Fulgence Razakarivony

## Sources
- L'ANNUAIRE PONTIFICAL, sur le site http://www.catholic-hierarchy.org, à la page